# Sabaré
Sabaré ist ein Dorf in der Landgemeinde Ourafane in Niger.

## Geographie
Das von einem traditionellen Ortsvorsteher (chef traditionnel) geleitete Dorf befindet sich rund 29 Kilometer südöstlich des Hauptorts Ourafane der gleichnamigen Landgemeinde, die zum Departement Tessaoua in der Region Maradi gehört. Zu den Siedlungen in der näheren Umgebung von Sabaré zählen Maïguizaoua im Nordwesten und Gao Gayamba Saboua im Nordosten.
Es herrscht das Klima der Sahelzone vor, mit einer durchschnittlichen jährlichen Niederschlagsmenge zwischen 300 und 400 mm.

## Bevölkerung
Bei der Volkszählung 2012 hatte Sabaré 1646 Einwohner, die in 174 Haushalten lebten. Bei der Volkszählung 2001 betrug die Einwohnerzahl 1212 in 149 Haushalten und bei der Volkszählung 1988 belief sich die Einwohnerzahl auf 815 in 154 Haushalten.
Die Bevölkerungsdichte in diesem Gebiet ist für nigrische Verhältnisse hoch.

## Wirtschaft und Infrastruktur
Das Gebiet der Ebenen im südlichen Teil der Region Maradi, in dem Sabaré liegt, ist von einer anhaltenden Degradation der ackerbaulichen Flächen gekennzeichnet, die mit der hohen Bevölkerungsdichte in Zusammenhang steht. Im Dorf ist ein Gesundheitszentrum des Typs Centre de Santé Intégré (CSI) vorhanden. Es gibt eine Schule.